# Ivo Pitanguy
Ivo Hélcio Jardim de Campos Pitanguy (* 5. Juli 1926 in Belo Horizonte, Minas Gerais, Brasilien; † 6. August 2016 in Rio de Janeiro) war ein brasilianischer Mediziner und einer der Pioniere der plastischen Chirurgie.

## Leben
Ivo Pitanguy wuchs als eines von fünf Kindern des Chirurgen Antonio de Campos und der Marie Staël de Jardim auf. Er studierte Medizin an der Universidade Federal de Minas Gerais und an der Universidade Federal do Rio de Janeiro. Ein Stipendium ermöglichte ihm 1948 bis 1949 die Fortbildung bei John Longacre vom Bethesda North Hospital in Cincinnati, Ohio. In dieser Zeit operierte er auch bei Marquis Converse in New York. Er war der erste Vertreter der Handchirurgie in Südamerika und arbeitete  am Santa Casa de Misericórdia in Rio de Janeiro. Von 1950 bis 1951  bildete er sich bei Marc Iselin in Suresnes, Frankreich weiter, der bekannt für seine Behandlungen von Verwundungen im Zweiten Weltkrieg war. Durch ein weiteres Stipendium des British Council konnte er in London bei Harold Gillies und Archibald McIndoe, Spezialisten für Hautverpflanzungen bei Brandopfern, sowie in Paris mit Marc Iselin, Spezialist für Knochenrekonstruktion, arbeiten.
1952 arbeitete er am Krankenhaus Souza Aguiar und wurde dann Professor an der Pontifíca Universidad Católico in Rio de Janeiro. Er machte sich 1961 einen Namen, als er nach dem Zirkusbrand von Niterói sich um die schwerverletzten Überlebenden kümmerte. 1963 gründete er in Botafogo die nach ihm benannte Privatklinik Clínica Ivo Pitanguy. Er übergab sie später seiner Tochter Gisela Pitanguy. Für die Superreichen unter seinen Kunden richtete er eine Rekonvaleszenzklinik auf seiner Privatinsel, der Ilha dos Porcos ("Schweineinsel") bei Angra dos Reis westlich von in Rio, ein.
1976 behandelte er den österreichischen Formel-1-Rennfahrer Niki Lauda, nachdem dieser bei einem Unfall auf dem Nürburgring schwere Verbrennungen erlitt. Zu den weiteren bekannten Persönlichkeiten, die zu seinen Kunden gehörten, zählten neben zahlreichen brasilianischen Prominenten die persische Ex-Kaiserin Farah Diba und die italienischen Schauspielerinnen Sophia Loren und Gina Lollobrigida.
Er hat rund 500 plastische Chirurgen ausgebildet, etwa 1.800 Publikationen in Fachzeitschriften verfasst und 2000 Konferenzen besucht.
Pitanguy wird als Schöpfer des Brazilian butt lifts (Po-Vergrößerung) bezeichnet, bei dem Körperfett von Hüften und Bauch an den Po verpflanzt wird. Er gilt als Schöpfer der brasilianischen Plastikchirurgie-Industrie, in der im Jahr 2015, trotz Wirtschaftskrise,  65.000 Nasenverkleinerungen, 166.000 Brustvergrößerungen und 68.000 Po-Korrekturen verkauft wurden.
1955 heiratete er Marilu Nascimento und bekam mit ihr vier Kinder. Am 5. August 2016 trug er im Rollstuhl die Olympischen Flamme im Fackellauf für die Olympischen Spiele in Rio durch seinen Stadtteil, Gávea. Am darauffolgenden Tag starb er im Alter von 90 Jahren an den Folgen eines Herzinfarkts.

## Ehrungen
- 1973 Mitglied der Academia Nacional de Medicina
- 1986 Ehrendoktor der Universität Tel Aviv
- 1990 Mitglied der Academia Brasileira de Letras[5]

## Schriften
- Aesthetic Plastic Surgery of Head and Body, Springer, Berlin; Heidelberg; New York 1981, ISBN 0387087060
- Viver Vale a Pena. Autobiografie